# Fredrik Larzon
Fredrik Larzon (ur. 25 kwietnia 1973, w Örebro) – perkusista szwedzkiej skate punkowej grupy muzycznej Millencolin.
Przed dołączeniem do Millencolin w 1993, Larzon był członkiem zespołu Kung Pung. Zajął miejsce Mathiasa Färma, który lepiej czuł się grając na gitarze. Jego pierwsze nagranie z tym zespołem to ich demo z roku 1993 nazwane Goofy, od ustawienia nóg na deskorolce.  Larzon najczęściej z całej grupy kontaktuje się z fanami poprzez newsletter oraz odpowiada na większość e-maili. Jest również aktywnym członkiem niektórych forów internetowych o grupie.

## Dyskografia
- Tiny Tunes (1994)
- Life on a Plate (1995)
- For Monkeys (1997)
- The Melancholy Collection (1999)
- Pennybridge Pioneers (2000)
- Home from Home (2002)
- Kingwood (2005)
- Machine 15 (2008)